# Britta Kägler
Britta Kägler ist eine deutsche Historikerin und beschäftigt sich vorrangig mit bayerischer Landesgeschichte und der Neueren und Neuesten Geschichte.
Britta Kägler studierte an der Katholischen Universität Eichstätt-Ingolstadt, an der American University in Washington, D.C. und an der Ludwig-Maximilians-Universität München Geschichte, Germanistik und Politikwissenschaft. Sie wurde im Jahr 2009 am Institut für Bayerische Geschichte bei Ferdinand Kramer mit einer Dissertation über Frauen am Münchener Hof im Zeitraum von 1651 bis 1756 promoviert, die 2010 mit dem Forschungspreis des Gesamtvereins der Deutschen Geschichts- und Altertumsvereine ausgezeichnet wurde.
Kägler war von 2007 bis 2010 wissenschaftliche Mitarbeiterin bei Ferdinand Kramer am Institut für Bayerische Geschichte. Anschließend war sie bis 2013 wissenschaftliche Mitarbeiterin am Deutschen Historischen Institut in Rom im Rahmen des interdisziplinären Forschungsprojekts „Musici“. Von 2013 bis 2017 kehrte Kägler als Akademische Rätin auf Zeit an die LMU München zurück, bevor sie 2017 einen Ruf auf die Professur für Geschichte der Frühen Neuzeit an die Technisch-Naturwissenschaftliche Universität Norwegens (NTNU) annahm. Sie hat 2020 einen Ruf an die Universität Passau auf die Professur für Bayerische Landesgeschichte und europäische Regionalgeschichte angenommen und lehrt dort seit dem Wintersemester 2020/21.
Im Jahr 2013 wurde Britta Kägler in den Beirat der Görres-Gesellschaft aufgenommen. Seit 2018 ist sie Mitglied des wissenschaftlichen Beirats der Römischen Quartalschrift für Christliche Altertumskunde und Kirchengeschichte (RQ).
Ihre Forschungsschwerpunkte sind die Hof‐ und Adelsgeschichte, die Kulturgeschichte der Neuzeit (1500–1800) unter besonderer Berücksichtigung von sozialen und kulturellen Transfers zwischen dem Alten Reich und Italien sowie die Bau- und Wirtschaftsgeschichte des Barock.

## Schriften
Monographien
- mit Gesa zur Nieden: „Die schönste Musik zu hören.“ Europäische Musiker im barocken Rom. Wissenschaftliche Buchgesellschaft, Darmstadt 2012, ISBN 978-3-534-23904-7.
- Frauen am Münchener Hof (1651–1756) (= Münchener Historische Studien: Abteilung Bayerische Geschichte. Bd. 18). Lassleben, Kallmünz 2011, ISBN 978-3-7847-3018-9.
- mit Anne Dreesbach und Susann Vers: Geschichte der Hunde. Vom Kaiserreich bis heute. Kosmos, Stuttgart 2007, ISBN 978-3-440-10870-3.

Herausgeberschaften
- mit Bettina Scherbaum und Ferdinand Kramer: Die letzten und die ersten Tage. Kriegsende und Besatzungszeit in Bad Aibling. Traunstein und Vaterstetten 2009.